# Стадион Войска Польского имени маршала Юзефа Пилсудского
«Городской стадион „Легии“ (Варшава) имени маршала Юзефа Пилсудского» (пол. Stadion Miejski Legii Warszawa im. Marszałka Józefa Piłsudskiego) — футбольный стадион в Варшаве, домашняя арена футбольного клуба «Легия». 
Находится на Повисле по адресу: улица Лазенковская, 3, между улицами Лазенковской, Черняковской, Януша Кусочиньского и Охотничьей.
Является собственностью столичного города Варшавы. С 1 августа 2002 г. арендуется акционерным обществом ФК «Легия».
С 19 июля 2011 года до 31 декабря 2014 на основании договора между фирмой PepsiCo и «Легией» в маркетинговых целях употреблялось название «Пепси-Арена» (пол. Pepsi Arena).
Стадион подвергнется реконструкции и расширению[когда?] до 33 000 мест, не закрываясь.